# Sommerfugleeffekten
I populær tale beskrives sommerfugleeffekten, med forestillingen om at et sommerfuglevingeslag på den ene side af kloden, kan starte en orkan/storm på den anden side. Vingeslaget kan teoretisk igangsætte en påvirkning, der fortsætter og forstørres.

## Betegnelsens oprindelse
Oprindelig søgte professor Edward Lorenz at beskrive betydningen af marginale ændringer i udgangspunkt ved brug af en måge.
Betegnelsen sommerfugleeffekten skyldes Edward Lorenz' artikel "Predictability: Does the Flab of a Butterfly‘s Wings in Brazil Set Off a Tornado in Texas?" (oversat: Forudsigelighed: Kan en sommerfugl, der slår med vingerne i Brasilien, starte en tornado i Texas?).

## Matematisk sammenhæng
Begrebet sommerfugleeffekten stammer fra Kaosteorien.

## Baggrund
Kaosteori blev udviklet af professor Edward Lorenz i begyndelsen af 1960'erne, da han lavede matematiske modeller af vejrsystemer hvilende på ikke-lineære ligninger. En dag i 1961 ville han køre en af sine modeller for anden gang, pludselig gav den et helt nyt resultat. Lorenz fandt ud af, at selv bittesmå variationer i udgangspunktet, for modellens beregning gav vidt forskellige udfald – han havde indtastet cifre med tre decimaler i stedet for seks.

## Offentliggørelse
Edward Lorenz' første artikel om kaosteorien havde titlen: "Deterministic Nonperiodic Flow". Artiklen fra 1963 fik et forsinket, men stort gennembrud i 1972, da Edward Lorenz holdt foredraget med Sommerfugleeffekten som eksempel. Formidlingen af kaosvirkninger (kaosteorien) via Sommerfugleeffekten, havde en stor betydning for forståelsen af kaos og vejret for en større kreds af forskere. Efter foredraget fik artiklen 24.000 citationer.

## Formler
De formler, tre koblede differentialligninger, som Edward Lorenz anvendte, og som nu kaldes Lorenz-systemet, var:
dx/dt = 10(y-x)
dy/dt = xz + 28x – y
dz/dt = xy – 8z/3